# Румен Янков
Румен Петров Янков е български юрист, председател на Конституционния съд (КС) от ноември 2006 г.
До 2000 г. Румен Янков е председател на Върховния касационен съд (ВКС) и (по право като председател на ВКС) член на Висшия съдебен съвет (ВСС), когато е избран за член на Конституционния съд от пленума на ВКС и Върховния административен съд. През 2003 г., след смъртта на Христо Данов, е избран за временен председател на КС, но впоследствие за постоянен председател е избран Неделчо Беронов. Беронов се пенсионира в края на 2006 г. и на 8 ноември за поста е избран Янков. Деветгодишният мандат на конституционния съдия изтича през 2009 г.
Янков е известен с конфликтите си с бившия главен прокурор Никола Филчев.